# Zenon von Rhodos
Zenon von Rhodos war ein griechischer Politiker und Historiker des 3. und 2. Jahrhunderts v. Chr.
Er war Verfasser einer nur in Fragmenten erhaltenen Lokalgeschichte über Rhodos mit dem Titel χρονικὴ σύνταξις (Chronike Syntaxis), die von den Anfängen bis zum Jahr 164/163 v. Chr. reichte. Den erhaltenen Passagen nach zu urteilen, wurde die Frühgeschichte allerdings nur kurz behandelt. Neben der Geschichte von Rhodos überlieferte er auch Geschehnisse aus anderen Regionen und kulturgeschichtliche Informationen. Er war ein älterer Zeitgenosse des Polybios, von dem wir wissen, dass Zenons Werke literarisch hochwertig waren. Allerdings gab es von Polybios nicht nur Lob, sondern teilweise auch scharfe Kritik für Ungenauigkeiten und rhodischen Lokalpatriotismus, weswegen die beiden auch im Briefwechsel standen.